# Patricia Watson-Miller
Patricia Watson-Miller   (Wangen im Allgäu, 20 de juliol de 1965) és una pilot britànica de ral·lis de motos, que va néixer i es va criar a Alemanya. Va guanyar tres vegades la copa femenina del ral·li Dakar.
Filla del pilot alemany d'enduro Herbert Schek, Patricia Watson-Miller va estudiar informàtica empresarial a la Universitat de Constança i va obtenir un màster en informàtica. Actualment (2017) viu a Londres i treballa com a directora en una empresa de serveis financers.
Va competir al ral·li Dakar per primera vegada el 1988 però va haver de renunciar. El 1990 i el 1991 va guanyar la copa femenina pilotant una Schek-BMW construïda pel seu pare. El 1992 va quedar segona, amb una Suzuki DR 350, darrere de la veterana Jutta Kleinschmidt, que corria amb una BMW R 100 GS. Després d'una pausa per maternitat, va guanyar el títol de campiona del món femenina a la Copa del Món de Ral·lis Raid de 2005. El 2006 va tornar a competir al ral·li Dakar, aquesta vegada amb una KTM EXC 525. Tot i patir una forta caiguda, va poder continuar, va acabar en el lloc 67 de la general i va guanyar la copa femenina per tercera vegada. El 2008 va córrer al Ral·li Transoriental, de Sant Petersburg a Pequín, i va acabar en 19a posició de la general. El Ral·li Transoriental del 2008 va ser el substitut del ral·li Dakar, que aquell any es va haver de cancel·lar a causa de les advertències de terrorisme.